# 希梅娜·迪亚斯
希梅娜·迪亚斯（西班牙語：Jimena Díaz；1054年—1115年）是西班牙民族英雄熙德的妻子。她在1074年与熙德结婚，并于1099年—1102年管理巴伦西亚领地。她与熙德有一子两女，她唯一的儿子死于1097年阿尔摩拉维王朝的入侵。

## 传记
传说熙德第一次见到西蒙娜时，即被她的美貌所迷住。在阿方索六世的授意下，熙德与西蒙娜于1074年结婚。1080年熙德被阿方索六世放逐，西蒙娜陪伴熙德在萨拉戈萨度过他的第一次流亡（1080至1086年）。当时熙德作为安达卢西亚的军队领导人，为莫塔米德王及接任的穆斯林君主服务。
在1089年，熙德开始了他的第二次流亡，西蒙娜和她的孩子——克里斯蒂娜（1075年左右出生），迭戈·罗德里格斯（生于1076年）和玛丽亚（生于1077年）——一同被阿方索六世软禁。1094年10月21日，熙德在对瓦伦西亚的摩尔人的战斗中获胜，巩固了他对瓦伦西亚的控制（在同年的6月17日他征服了此地），西蒙娜才得以和丈夫重聚。
熙德战死后，她开始管理瓦伦西亚，直到1102年摩尔人攻打瓦伦西亚时，她意识到保卫城市是不可能的了，所以决定放弃。之后，西蒙娜在表兄阿方索六世的护送下回到了卡斯蒂利亚。